# Grand Prix cycliste de Montréal 2023
 (mai 2023).
Si vous disposez d'ouvrages ou d'articles de référence ou si vous connaissez des sites web de qualité traitant du thème abordé ici, merci de compléter l'article en donnant les références utiles à sa vérifiabilité et en les liant à la section « Notes et références ».
Le Grand Prix cycliste de Montréal 2023 est la 12e édition de cette course cycliste masculine sur route. La course a lieu le 10 septembre 2023 autour de la ville de Montréal, au Canada, et fait partie du calendrier UCI World Tour 2023 en catégorie 1.UWT. Il se court deux jours après le Grand Prix cycliste de Québec.

## Présentation

### Parcours
Le parcours est le même que les années précédentes. Un circuit urbain vallonné de 12,3 kilomètres, couru dix-huit fois. En tout, c'est 221,4 kilomètres à parcourir avec un dénivelé total de 4842 mètres. Le départ sur l'avenue du Parc est suivi d'une montée du Mont-Royal jusqu'au sommet Camilien-Houde, puis une autre montée de la côte de l'école Polytechnique. Le circuit se clôt ensuite au point de départ, sur une légère montée.

### Équipes
Le Grand Prix cycliste de Montréal faisant partie du calendrier de l'UCI World Tour, les dix-huit « World Teams » y participent. Quatre « Pro Teams »  et une sélection nationale ont reçu une invitation.
| WorldTeams (18)- AG2R Citroën Team - Alpecin-Deceuninck - Astana Qazaqstan Team - Bahrain Victorious - Bora-Hansgrohe - Cofidis - EF Education-EasyPost - Groupama-FDJ - Ineos Grenadiers - Intermarché-Circus-Wanty - Jumbo-Visma - Lidl-Trek - Movistar Team - Soudal Quick-Step - Arkéa-Samsic - Team DSM-Firmenich - Team Jayco AlUla - UAE Team Emirates ProTeams (4)- Israel-Premier Tech - Lotto Dstny - Team Novo Nordisk - Tudor Pro Cycling Team Équipe nationale- Canada |
| |

## Classements

### Classement de la course
| \| Classement général \| Classement général \| Classement général \| Classement général \| Classement général \| \| Coureur \| Coureur \| Pays \| Équipe \| Temps \| \| ------------------ \| ------------------ \| ------------------ \| ------------------------ \| ------------------ \| \| 1er \| Adam Yates \| Royaume-Uni \| UAE Team Emirates \| 5 h 54 min 02 s \| \| 2e \| Pavel Sivakov \| France \| Ineos Grenadiers \| + 3 s \| \| 3e \| Alex Aranburu \| Espagne \| Movistar Team \| + 12 s \| \| 4e \| Valentin Madouas \| France \| Groupama-FDJ \| + 12 s \| \| 5e \| Simone Velasco \| Italie \| Astana Qazaqstan Team \| + 12 s \| \| 6e \| Simon Yates \| Royaume-Uni \| Team Jayco AlUla \| + 12 s \| \| 7e \| Ben O'Connor \| Australie \| AG2R Citroën Team \| + 17 s \| \| 8e \| Ion Izagirre \| Espagne \| Cofidis \| + 24 s \| \| 9e \| Mattias Skjelmose \| Danemark \| Lidl-Trek \| + 29 s \| \| 10e \| Marc Hirschi \| Suisse \| UAE Team Emirates \| + 29 s \| \| 11e \| Tiesj Benoot \| Belgique \| Jumbo-Visma \| + 33 s \| \| 12e \| Julian Alaphilippe \| France \| Soudal Quick-Step \| + 38 s \| \| 13e \| Brandon McNulty \| États-Unis \| UAE Team Emirates \| + 55 s \| \| 14e \| Guillaume Martin \| France \| Cofidis \| + 55 s \| \| 15e \| Michael Woods \| Canada \| Israel-Premier Tech \| + 55 s \| \| 16e \| Giovanni Aleotti \| Italie \| Bora-Hansgrohe \| + 58 s \| \| 17e \| Lorenzo Rota \| Italie \| Intermarché-Circus-Wanty \| + 1 min 23 s \| \| 18e \| Matej Mohorič \| Slovénie \| Bahrain Victorious \| + 1 min 23 s \| \| 19e \| Quentin Pacher \| France \| Groupama-FDJ \| + 1 min 23 s \| \| 20e \| Kevin Vermaerke \| États-Unis \| Team DSM-Firmenich \| + 1 min 23 s \| |                    |             |                          |                 |
| |                    |             |                          |                 |
| Source : ProCyclingStats |                    |             |                          |                 |
| Classement général |                    |             |                          |                 |
| Coureur | Coureur            | Pays        | Équipe                   | Temps           |
| 1er | Adam Yates         | Royaume-Uni | UAE Team Emirates        | 5 h 54 min 02 s |
| 2e | Pavel Sivakov      | France      | Ineos Grenadiers         | + 3 s           |
| 3e | Alex Aranburu      | Espagne     | Movistar Team            | + 12 s          |
| 4e | Valentin Madouas   | France      | Groupama-FDJ             | + 12 s          |
| 5e | Simone Velasco     | Italie      | Astana Qazaqstan Team    | + 12 s          |
| 6e | Simon Yates        | Royaume-Uni | Team Jayco AlUla         | + 12 s          |
| 7e | Ben O'Connor       | Australie   | AG2R Citroën Team        | + 17 s          |
| 8e | Ion Izagirre       | Espagne     | Cofidis                  | + 24 s          |
| 9e | Mattias Skjelmose  | Danemark    | Lidl-Trek                | + 29 s          |
| 10e | Marc Hirschi       | Suisse      | UAE Team Emirates        | + 29 s          |
| 11e | Tiesj Benoot       | Belgique    | Jumbo-Visma              | + 33 s          |
| 12e | Julian Alaphilippe | France      | Soudal Quick-Step        | + 38 s          |
| 13e | Brandon McNulty    | États-Unis  | UAE Team Emirates        | + 55 s          |
| 14e | Guillaume Martin   | France      | Cofidis                  | + 55 s          |
| 15e | Michael Woods      | Canada      | Israel-Premier Tech      | + 55 s          |
| 16e | Giovanni Aleotti   | Italie      | Bora-Hansgrohe           | + 58 s          |
| 17e | Lorenzo Rota       | Italie      | Intermarché-Circus-Wanty | + 1 min 23 s    |
| 18e | Matej Mohorič      | Slovénie    | Bahrain Victorious       | + 1 min 23 s    |
| 19e | Quentin Pacher     | France      | Groupama-FDJ             | + 1 min 23 s    |
| 20e | Kevin Vermaerke    | États-Unis  | Team DSM-Firmenich       | + 1 min 23 s    |

## Liste des participants
| UAE Team Emirates UAD | UAE Team Emirates UAD      | UAE Team Emirates UAD |
| --------------------- | -------------------------- | --------------------- |
| Num                   | Coureur                    | Pos                   |
| 1                     | Adam Yates (GBR)           | 1er                   |
| 2                     | Marc Hirschi (SUI) (route) | 10e                   |
| 3                     | Rafał Majka (POL)          | 40e                   |
| 4                     | Brandon McNulty (USA)      | 13e                   |
| 5                     | Ivo Oliveira (POR) (route) | AB                    |
| 6                     | Diego Ulissi (ITA)         | AB                    |
| 7                     | Tim Wellens (BEL)          | AB                    |

| AG2R Citroën Team ACT | AG2R Citroën Team ACT        | AG2R Citroën Team ACT |
| --------------------- | ---------------------------- | --------------------- |
| Num                   | Coureur                      | Pos                   |
| 11                    | Benoît Cosnefroy (FRA)       | 27e                   |
| 12                    | Stan Dewulf (BEL)            | AB                    |
| 13                    | Ben O'Connor (AUS)           | 7e                    |
| 14                    | Aurélien Paret-Peintre (FRA) | 59e                   |
| 15                    | Valentin Retailleau (FRA)    | AB                    |
| 16                    | Michael Schär (SUI)          | AB                    |
| 17                    | Greg Van Avermaet (BEL)      | 60e                   |

| Jumbo-Visma TJV | Jumbo-Visma TJV          | Jumbo-Visma TJV |
| --------------- | ------------------------ | --------------- |
| Num             | Coureur                  | Pos             |
| 21              | Christophe Laporte (FRA) | 28e             |
| 22              | Tiesj Benoot (BEL)       | 11e             |
| 23              | Sam Oomen (NED)          | 39e             |
| 25              | Tosh Van der Sande (BEL) | AB              |
| 26              | Tim van Dijke (NED)      | AB              |
| 27              | Mick van Dijke (NED)     | 53e             |

| Ineos Grenadiers IGD | Ineos Grenadiers IGD     | Ineos Grenadiers IGD |
| -------------------- | ------------------------ | -------------------- |
| Num                  | Coureur                  | Pos                  |
| 31                   | Michał Kwiatkowski (POL) | AB                   |
| 32                   | Ethan Hayter (GBR)       | AB                   |
| 33                   | Luke Plapp (AUS) (route) | AB                   |
| 34                   | Salvatore Puccio (ITA)   | AB                   |
| 35                   | Daniel Martínez (COL)    | AB                   |
| 36                   | Pavel Sivakov (FRA)      | 2e                   |
| 37                   | Ben Swift (GBR)          | 57e                  |

| Lidl-Trek LTK | Lidl-Trek LTK                   | Lidl-Trek LTK |
| ------------- | ------------------------------- | ------------- |
| Num           | Coureur                         | Pos           |
| 41            | Mattias Skjelmose (DEN) (route) | 9e            |
| 42            | Filippo Baroncini (ITA)         | AB            |
| 43            | Tony Gallopin (FRA)             | AB            |
| 44            | Emīls Liepiņš (LAT) (route)     | AB            |
| 45            | Asbjørn Hellemose (DEN)         | 47e           |
| 46            | Toms Skujiņš (LAT)              | 35e           |
| 47            | Mathias Vacek (CZE) (route)     | AB            |

| Soudal Quick-Step SOQ | Soudal Quick-Step SOQ    | Soudal Quick-Step SOQ |
| --------------------- | ------------------------ | --------------------- |
| Num                   | Coureur                  | Pos                   |
| 51                    | Julian Alaphilippe (FRA) | 12e                   |
| 52                    | Jannik Steimle (GER)     | AB                    |
| 53                    | Dries Devenyns (BEL)     | AB                    |
| 54                    | Fausto Masnada (ITA)     | 23e                   |
| 55                    | Mauro Schmid (SUI)       | AB                    |
| 56                    | Ilan Van Wilder (BEL)    | AB                    |
| 57                    | Mauri Vansevenant (BEL)  | 22e                   |

| Bahrain Victorious TBV | Bahrain Victorious TBV  | Bahrain Victorious TBV |
| ---------------------- | ----------------------- | ---------------------- |
| Num                    | Coureur                 | Pos                    |
| 61                     | Matej Mohorič (SLO)     | 18e                    |
| 62                     | Jack Haig (AUS)         | AB                     |
| 63                     | Pello Bilbao (ESP)      | 29e                    |
| 64                     | Nicolò Buratti (ITA)    | AB                     |
| 65                     | Filip Maciejuk (POL)    | AB                     |
| 66                     | Fran Miholjević (CRO)   | AB                     |
| 67                     | Edoardo Zambanini (ITA) | AB                     |

| Groupama-FDJ GFC | Groupama-FDJ GFC               | Groupama-FDJ GFC |
| ---------------- | ------------------------------ | ---------------- |
| Num              | Coureur                        | Pos              |
| 71               | Valentin Madouas (FRA) (route) | 4e               |
| 72               | Kevin Geniets (LUX)            | 56e              |
| 73               | Matthieu Ladagnous (FRA)       | AB               |
| 74               | Reuben Thompson (NZL)          | 50e              |
| 75               | Quentin Pacher (FRA)           | 19e              |
| 76               | Jake Stewart (GBR)             | AB               |
| 77               | Lars van den Berg (NED)        | AB               |

| Alpecin-Deceuninck ADC | Alpecin-Deceuninck ADC  | Alpecin-Deceuninck ADC |
| ---------------------- | ----------------------- | ---------------------- |
| Num                    | Coureur                 | Pos                    |
| 81                     | Quinten Hermans (BEL)   | AB                     |
| 82                     | Nicola Conci (ITA)      | 32e                    |
| 83                     | Michael Gogl (AUT)      | AB                     |
| 84                     | Xandro Meurisse (BEL)   | AB                     |
| 85                     | Stefano Oldani (ITA)    | 38e                    |
| 86                     | Oscar Riesebeek (NED)   | AB                     |
| 87                     | Kristian Sbaragli (ITA) | 36e                    |

| Bora-Hansgrohe BOH | Bora-Hansgrohe BOH     | Bora-Hansgrohe BOH |
| ------------------ | ---------------------- | ------------------ |
| Num                | Coureur                | Pos                |
| 91                 | Jai Hindley (AUS)      | 30e                |
| 92                 | Giovanni Aleotti (ITA) | 16e                |
| 93                 | Cesare Benedetti (POL) | AB                 |
| 94                 | Matteo Fabbro (ITA)    | AB                 |
| 95                 | Patrick Gamper (AUT)   | AB                 |
| 96                 | Bob Jungels (LUX)      | AB                 |
| 97                 | Frederik Wandahl (DEN) | 48e                |

| EF Education-EasyPost EFE | EF Education-EasyPost EFE    | EF Education-EasyPost EFE |
| ------------------------- | ---------------------------- | ------------------------- |
| Num                       | Coureur                      | Pos                       |
| 101                       | Alberto Bettiol (ITA)        | AB                        |
| 102                       | Esteban Chaves (COL) (route) | AB                        |
| 103                       | Magnus Cort Nielsen (DEN)    | AB                        |
| 104                       | Ben Healy (IRL) (route)      | 25e                       |
| 105                       | Mikkel Honoré (DEN)          | AB                        |
| 106                       | Neilson Powless (USA)        | 33e                       |
| 107                       | Owain Doull (GBR)            | AB                        |

| Cofidis COF | Cofidis COF               | Cofidis COF |
| ----------- | ------------------------- | ----------- |
| Num         | Coureur                   | Pos         |
| 111         | Guillaume Martin (FRA)    | 14e         |
| 112         | Eddy Finé (FRA)           | AB          |
| 113         | Ion Izagirre (ESP)        | 8e          |
| 114         | Victor Lafay (FRA)        | AB          |
| 115         | Pierre-Luc Périchon (FRA) | AB          |
| 116         | Harrison Wood (GBR)       | AB          |
| 117         | Axel Zingle (FRA)         | 42e         |

| Team Jayco AlUla JAY | Team Jayco AlUla JAY          | Team Jayco AlUla JAY |
| -------------------- | ----------------------------- | -------------------- |
| Num                  | Coureur                       | Pos                  |
| 121                  | Michael Matthews (AUS)        | 26e                  |
| 122                  | Alexandre Balmer (SUI)        | AB                   |
| 123                  | Lawson Craddock (USA)         | AB                   |
| 124                  | Lucas Hamilton (AUS)          | AB                   |
| 125                  | Chris Harper (AUS)            | AB                   |
| 126                  | Christopher Juul Jensen (DEN) | AB                   |
| 127                  | Simon Yates (GBR)             | 6e                   |

| Movistar Team MOV | Movistar Team MOV        | Movistar Team MOV |
| ----------------- | ------------------------ | ----------------- |
| Num               | Coureur                  | Pos               |
| 131               | Matteo Jorgenson (USA)   | 24e               |
| 132               | Alex Aranburu (ESP)      | 3e                |
| 133               | William Barta (USA)      | AB                |
| 134               | Gorka Izagirre (ESP)     | AB                |
| 135               | Johan Jacobs (SUI)       | AB                |
| 136               | Iván Romeo (ESP)         | AB                |
| 137               | José Joaquín Rojas (ESP) | 51e               |

| Intermarché-Circus-Wanty ICW | Intermarché-Circus-Wanty ICW | Intermarché-Circus-Wanty ICW |
| ---------------------------- | ---------------------------- | ---------------------------- |
| Num                          | Coureur                      | Pos                          |
| 141                          | Biniam Girmay (ERI)          | AB                           |
| 142                          | Dries De Pooter (BEL)        | 44e                          |
| 143                          | Tom Paquot (BEL)             | AB                           |
| 144                          | Lorenzo Rota (ITA)           | 17e                          |
| 145                          | Dion Smith (NZL)             | 55e                          |
| 146                          | Mike Teunissen (NED)         | 54e                          |
| 147                          | Loïc Vliegen (BEL)           | AB                           |

| Team DSM-Firmenich DSM | Team DSM-Firmenich DSM        | Team DSM-Firmenich DSM |
| ---------------------- | ----------------------------- | ---------------------- |
| Num                    | Coureur                       | Pos                    |
| 151                    | Matthew Dinham (AUS)          | 37e                    |
| 152                    | Marco Brenner (GER)           | AB                     |
| 153                    | Andreas Leknessund (NOR)      | AB                     |
| 154                    | Marius Mayrhofer (GER)        | AB                     |
| 155                    | Florian Stork (GER)           | 46e                    |
| 156                    | Jonas Iversby Hvideberg (NOR) | AB                     |
| 157                    | Kevin Vermaerke (USA)         | 20e                    |

| Arkéa-Samsic ARK | Arkéa-Samsic ARK          | Arkéa-Samsic ARK |
| ---------------- | ------------------------- | ---------------- |
| Num              | Coureur                   | Pos              |
| 161              | Warren Barguil (FRA)      | 21e              |
| 162              | Laurent Pichon (FRA)      | 52e              |
| 163              | Clément Champoussin (FRA) | 31e              |
| 164              | Anthony Delaplace (FRA)   | 58e              |
| 165              | Thibault Guernalec (FRA)  | AB               |
| 166              | Simon Guglielmi (FRA)     | AB               |
| 167              | Matîs Louvel (FRA)        | AB               |

| Astana Qazaqstan Team AST | Astana Qazaqstan Team AST    | Astana Qazaqstan Team AST |
| ------------------------- | ---------------------------- | ------------------------- |
| Num                       | Coureur                      | Pos                       |
| 171                       | Simone Velasco (ITA) (route) | 5e                        |
| 172                       | Leonardo Basso (ITA)         | AB                        |
| 173                       | Manuele Boaro (ITA)          | AB                        |
| 174                       | Gianmarco Garofoli (ITA)     | 43e                       |
| 175                       | Antonio Nibali (ITA)         | AB                        |
| 177                       | Martin Laas (EST)            | AB                        |

| Lotto Dstny LTD | Lotto Dstny LTD          | Lotto Dstny LTD |
| --------------- | ------------------------ | --------------- |
| Num             | Coureur                  | Pos             |
| 181             | Arnaud De Lie (BEL)      | 34e             |
| 182             | Pascal Eenkhoorn (NED)   | AB              |
| 183             | Arjen Livyns (BEL)       | AB              |
| 184             | Mathijs Paasschens (NED) | AB              |
| 185             | Harry Sweeny (AUS)       | AB              |
| 186             | Maxim Van Gils (BEL)     | AB              |
| 187             | Florian Vermeersch (BEL) | AB              |

| Israel-Premier Tech IPT | Israel-Premier Tech IPT | Israel-Premier Tech IPT |
| ----------------------- | ----------------------- | ----------------------- |
| Num                     | Coureur                 | Pos                     |
| 191                     | Hugo Houle (CAN)        | AB                      |
| 192                     | Guillaume Boivin (CAN)  | AB                      |
| 193                     | Derek Gee (CAN)         | 47e                     |
| 194                     | Simon Clarke (AUS)      | AB                      |
| 195                     | Daryl Impey (RSA)       | AB                      |
| 196                     | Corbin Strong (NZL)     | AB                      |
| 197                     | Michael Woods (CAN)     | 15e                     |

| Tudor Pro Cycling Team TUD | Tudor Pro Cycling Team TUD   | Tudor Pro Cycling Team TUD |
| -------------------------- | ---------------------------- | -------------------------- |
| Num                        | Coureur                      | Pos                        |
| 201                        | Alexander Kamp (DEN)         | 41e                        |
| 202                        | Nils Brun (SUI)              | AB                         |
| 203                        | Jacob Eriksson (SWE)         | AB                         |
| 204                        | Lucas Eriksson (SWE) (route) | AB                         |
| 205                        | Arthur Kluckers (LUX)        | AB                         |
| 206                        | Yannis Voisard (SUI)         | 45e                        |
| 207                        | Luc Wirtgen (LUX)            | AB                         |

| Team Novo Nordisk TNN | Team Novo Nordisk TNN | Team Novo Nordisk TNN |
| --------------------- | --------------------- | --------------------- |
| Num                   | Coureur               | Pos                   |
| 211                   | Matyáš Kopecký (CZE)  | AB                    |
| 212                   | Sam Brand (GBR)       | AB                    |
| 213                   | Hamish Beadle (NZL)   | AB                    |
| 214                   | Péter Kusztor (HUN)   | AB                    |
| 215                   | David Lozano (ESP)    | AB                    |
| 216                   | Andrea Peron (ITA)    | AB                    |
| 217                   | Filippo Ridolfo (ITA) | AB                    |

| Canada CAN | Canada CAN      | Canada CAN |
| ---------- | --------------- | ---------- |
| Num        | Coureur         | Pos        |
| 221        | Pier-André Côté | AB         |
| 222        | Quentin Cowan   | AB         |
| 223        | Matisse Julien  | AB         |
| 224        | Nicolas Rivard  | AB         |
| 225        | Félix Hamel     | AB         |
| 226        | Robin Plamondon | AB         |
| 227        | Benjamin Perry  | AB         |

| UAE Team Emirates UAD | UAE Team Emirates UAD      | UAE Team Emirates UAD |
| --------------------- | -------------------------- | --------------------- |
| Num                   | Coureur                    | Pos                   |
| 1                     | Adam Yates (GBR)           | 1er                   |
| 2                     | Marc Hirschi (SUI) (route) | 10e                   |
| 3                     | Rafał Majka (POL)          | 40e                   |
| 4                     | Brandon McNulty (USA)      | 13e                   |
| 5                     | Ivo Oliveira (POR) (route) | AB                    |
| 6                     | Diego Ulissi (ITA)         | AB                    |
| 7                     | Tim Wellens (BEL)          | AB                    |

| AG2R Citroën Team ACT | AG2R Citroën Team ACT        | AG2R Citroën Team ACT |
| --------------------- | ---------------------------- | --------------------- |
| Num                   | Coureur                      | Pos                   |
| 11                    | Benoît Cosnefroy (FRA)       | 27e                   |
| 12                    | Stan Dewulf (BEL)            | AB                    |
| 13                    | Ben O'Connor (AUS)           | 7e                    |
| 14                    | Aurélien Paret-Peintre (FRA) | 59e                   |
| 15                    | Valentin Retailleau (FRA)    | AB                    |
| 16                    | Michael Schär (SUI)          | AB                    |
| 17                    | Greg Van Avermaet (BEL)      | 60e                   |

| Jumbo-Visma TJV | Jumbo-Visma TJV          | Jumbo-Visma TJV |
| --------------- | ------------------------ | --------------- |
| Num             | Coureur                  | Pos             |
| 21              | Christophe Laporte (FRA) | 28e             |
| 22              | Tiesj Benoot (BEL)       | 11e             |
| 23              | Sam Oomen (NED)          | 39e             |
| 25              | Tosh Van der Sande (BEL) | AB              |
| 26              | Tim van Dijke (NED)      | AB              |
| 27              | Mick van Dijke (NED)     | 53e             |

| Ineos Grenadiers IGD | Ineos Grenadiers IGD     | Ineos Grenadiers IGD |
| -------------------- | ------------------------ | -------------------- |
| Num                  | Coureur                  | Pos                  |
| 31                   | Michał Kwiatkowski (POL) | AB                   |
| 32                   | Ethan Hayter (GBR)       | AB                   |
| 33                   | Luke Plapp (AUS) (route) | AB                   |
| 34                   | Salvatore Puccio (ITA)   | AB                   |
| 35                   | Daniel Martínez (COL)    | AB                   |
| 36                   | Pavel Sivakov (FRA)      | 2e                   |
| 37                   | Ben Swift (GBR)          | 57e                  |

| Lidl-Trek LTK | Lidl-Trek LTK                   | Lidl-Trek LTK |
| ------------- | ------------------------------- | ------------- |
| Num           | Coureur                         | Pos           |
| 41            | Mattias Skjelmose (DEN) (route) | 9e            |
| 42            | Filippo Baroncini (ITA)         | AB            |
| 43            | Tony Gallopin (FRA)             | AB            |
| 44            | Emīls Liepiņš (LAT) (route)     | AB            |
| 45            | Asbjørn Hellemose (DEN)         | 47e           |
| 46            | Toms Skujiņš (LAT)              | 35e           |
| 47            | Mathias Vacek (CZE) (route)     | AB            |

| Soudal Quick-Step SOQ | Soudal Quick-Step SOQ    | Soudal Quick-Step SOQ |
| --------------------- | ------------------------ | --------------------- |
| Num                   | Coureur                  | Pos                   |
| 51                    | Julian Alaphilippe (FRA) | 12e                   |
| 52                    | Jannik Steimle (GER)     | AB                    |
| 53                    | Dries Devenyns (BEL)     | AB                    |
| 54                    | Fausto Masnada (ITA)     | 23e                   |
| 55                    | Mauro Schmid (SUI)       | AB                    |
| 56                    | Ilan Van Wilder (BEL)    | AB                    |
| 57                    | Mauri Vansevenant (BEL)  | 22e                   |

| Bahrain Victorious TBV | Bahrain Victorious TBV  | Bahrain Victorious TBV |
| ---------------------- | ----------------------- | ---------------------- |
| Num                    | Coureur                 | Pos                    |
| 61                     | Matej Mohorič (SLO)     | 18e                    |
| 62                     | Jack Haig (AUS)         | AB                     |
| 63                     | Pello Bilbao (ESP)      | 29e                    |
| 64                     | Nicolò Buratti (ITA)    | AB                     |
| 65                     | Filip Maciejuk (POL)    | AB                     |
| 66                     | Fran Miholjević (CRO)   | AB                     |
| 67                     | Edoardo Zambanini (ITA) | AB                     |

| Groupama-FDJ GFC | Groupama-FDJ GFC               | Groupama-FDJ GFC |
| ---------------- | ------------------------------ | ---------------- |
| Num              | Coureur                        | Pos              |
| 71               | Valentin Madouas (FRA) (route) | 4e               |
| 72               | Kevin Geniets (LUX)            | 56e              |
| 73               | Matthieu Ladagnous (FRA)       | AB               |
| 74               | Reuben Thompson (NZL)          | 50e              |
| 75               | Quentin Pacher (FRA)           | 19e              |
| 76               | Jake Stewart (GBR)             | AB               |
| 77               | Lars van den Berg (NED)        | AB               |

| Alpecin-Deceuninck ADC | Alpecin-Deceuninck ADC  | Alpecin-Deceuninck ADC |
| ---------------------- | ----------------------- | ---------------------- |
| Num                    | Coureur                 | Pos                    |
| 81                     | Quinten Hermans (BEL)   | AB                     |
| 82                     | Nicola Conci (ITA)      | 32e                    |
| 83                     | Michael Gogl (AUT)      | AB                     |
| 84                     | Xandro Meurisse (BEL)   | AB                     |
| 85                     | Stefano Oldani (ITA)    | 38e                    |
| 86                     | Oscar Riesebeek (NED)   | AB                     |
| 87                     | Kristian Sbaragli (ITA) | 36e                    |

| Bora-Hansgrohe BOH | Bora-Hansgrohe BOH     | Bora-Hansgrohe BOH |
| ------------------ | ---------------------- | ------------------ |
| Num                | Coureur                | Pos                |
| 91                 | Jai Hindley (AUS)      | 30e                |
| 92                 | Giovanni Aleotti (ITA) | 16e                |
| 93                 | Cesare Benedetti (POL) | AB                 |
| 94                 | Matteo Fabbro (ITA)    | AB                 |
| 95                 | Patrick Gamper (AUT)   | AB                 |
| 96                 | Bob Jungels (LUX)      | AB                 |
| 97                 | Frederik Wandahl (DEN) | 48e                |

| EF Education-EasyPost EFE | EF Education-EasyPost EFE    | EF Education-EasyPost EFE |
| ------------------------- | ---------------------------- | ------------------------- |
| Num                       | Coureur                      | Pos                       |
| 101                       | Alberto Bettiol (ITA)        | AB                        |
| 102                       | Esteban Chaves (COL) (route) | AB                        |
| 103                       | Magnus Cort Nielsen (DEN)    | AB                        |
| 104                       | Ben Healy (IRL) (route)      | 25e                       |
| 105                       | Mikkel Honoré (DEN)          | AB                        |
| 106                       | Neilson Powless (USA)        | 33e                       |
| 107                       | Owain Doull (GBR)            | AB                        |

| Cofidis COF | Cofidis COF               | Cofidis COF |
| ----------- | ------------------------- | ----------- |
| Num         | Coureur                   | Pos         |
| 111         | Guillaume Martin (FRA)    | 14e         |
| 112         | Eddy Finé (FRA)           | AB          |
| 113         | Ion Izagirre (ESP)        | 8e          |
| 114         | Victor Lafay (FRA)        | AB          |
| 115         | Pierre-Luc Périchon (FRA) | AB          |
| 116         | Harrison Wood (GBR)       | AB          |
| 117         | Axel Zingle (FRA)         | 42e         |

| Team Jayco AlUla JAY | Team Jayco AlUla JAY          | Team Jayco AlUla JAY |
| -------------------- | ----------------------------- | -------------------- |
| Num                  | Coureur                       | Pos                  |
| 121                  | Michael Matthews (AUS)        | 26e                  |
| 122                  | Alexandre Balmer (SUI)        | AB                   |
| 123                  | Lawson Craddock (USA)         | AB                   |
| 124                  | Lucas Hamilton (AUS)          | AB                   |
| 125                  | Chris Harper (AUS)            | AB                   |
| 126                  | Christopher Juul Jensen (DEN) | AB                   |
| 127                  | Simon Yates (GBR)             | 6e                   |

| Movistar Team MOV | Movistar Team MOV        | Movistar Team MOV |
| ----------------- | ------------------------ | ----------------- |
| Num               | Coureur                  | Pos               |
| 131               | Matteo Jorgenson (USA)   | 24e               |
| 132               | Alex Aranburu (ESP)      | 3e                |
| 133               | William Barta (USA)      | AB                |
| 134               | Gorka Izagirre (ESP)     | AB                |
| 135               | Johan Jacobs (SUI)       | AB                |
| 136               | Iván Romeo (ESP)         | AB                |
| 137               | José Joaquín Rojas (ESP) | 51e               |

| Intermarché-Circus-Wanty ICW | Intermarché-Circus-Wanty ICW | Intermarché-Circus-Wanty ICW |
| ---------------------------- | ---------------------------- | ---------------------------- |
| Num                          | Coureur                      | Pos                          |
| 141                          | Biniam Girmay (ERI)          | AB                           |
| 142                          | Dries De Pooter (BEL)        | 44e                          |
| 143                          | Tom Paquot (BEL)             | AB                           |
| 144                          | Lorenzo Rota (ITA)           | 17e                          |
| 145                          | Dion Smith (NZL)             | 55e                          |
| 146                          | Mike Teunissen (NED)         | 54e                          |
| 147                          | Loïc Vliegen (BEL)           | AB                           |

| Team DSM-Firmenich DSM | Team DSM-Firmenich DSM        | Team DSM-Firmenich DSM |
| ---------------------- | ----------------------------- | ---------------------- |
| Num                    | Coureur                       | Pos                    |
| 151                    | Matthew Dinham (AUS)          | 37e                    |
| 152                    | Marco Brenner (GER)           | AB                     |
| 153                    | Andreas Leknessund (NOR)      | AB                     |
| 154                    | Marius Mayrhofer (GER)        | AB                     |
| 155                    | Florian Stork (GER)           | 46e                    |
| 156                    | Jonas Iversby Hvideberg (NOR) | AB                     |
| 157                    | Kevin Vermaerke (USA)         | 20e                    |

| Arkéa-Samsic ARK | Arkéa-Samsic ARK          | Arkéa-Samsic ARK |
| ---------------- | ------------------------- | ---------------- |
| Num              | Coureur                   | Pos              |
| 161              | Warren Barguil (FRA)      | 21e              |
| 162              | Laurent Pichon (FRA)      | 52e              |
| 163              | Clément Champoussin (FRA) | 31e              |
| 164              | Anthony Delaplace (FRA)   | 58e              |
| 165              | Thibault Guernalec (FRA)  | AB               |
| 166              | Simon Guglielmi (FRA)     | AB               |
| 167              | Matîs Louvel (FRA)        | AB               |

| Astana Qazaqstan Team AST | Astana Qazaqstan Team AST    | Astana Qazaqstan Team AST |
| ------------------------- | ---------------------------- | ------------------------- |
| Num                       | Coureur                      | Pos                       |
| 171                       | Simone Velasco (ITA) (route) | 5e                        |
| 172                       | Leonardo Basso (ITA)         | AB                        |
| 173                       | Manuele Boaro (ITA)          | AB                        |
| 174                       | Gianmarco Garofoli (ITA)     | 43e                       |
| 175                       | Antonio Nibali (ITA)         | AB                        |
| 177                       | Martin Laas (EST)            | AB                        |

| Lotto Dstny LTD | Lotto Dstny LTD          | Lotto Dstny LTD |
| --------------- | ------------------------ | --------------- |
| Num             | Coureur                  | Pos             |
| 181             | Arnaud De Lie (BEL)      | 34e             |
| 182             | Pascal Eenkhoorn (NED)   | AB              |
| 183             | Arjen Livyns (BEL)       | AB              |
| 184             | Mathijs Paasschens (NED) | AB              |
| 185             | Harry Sweeny (AUS)       | AB              |
| 186             | Maxim Van Gils (BEL)     | AB              |
| 187             | Florian Vermeersch (BEL) | AB              |

| Israel-Premier Tech IPT | Israel-Premier Tech IPT | Israel-Premier Tech IPT |
| ----------------------- | ----------------------- | ----------------------- |
| Num                     | Coureur                 | Pos                     |
| 191                     | Hugo Houle (CAN)        | AB                      |
| 192                     | Guillaume Boivin (CAN)  | AB                      |
| 193                     | Derek Gee (CAN)         | 47e                     |
| 194                     | Simon Clarke (AUS)      | AB                      |
| 195                     | Daryl Impey (RSA)       | AB                      |
| 196                     | Corbin Strong (NZL)     | AB                      |
| 197                     | Michael Woods (CAN)     | 15e                     |

| Tudor Pro Cycling Team TUD | Tudor Pro Cycling Team TUD   | Tudor Pro Cycling Team TUD |
| -------------------------- | ---------------------------- | -------------------------- |
| Num                        | Coureur                      | Pos                        |
| 201                        | Alexander Kamp (DEN)         | 41e                        |
| 202                        | Nils Brun (SUI)              | AB                         |
| 203                        | Jacob Eriksson (SWE)         | AB                         |
| 204                        | Lucas Eriksson (SWE) (route) | AB                         |
| 205                        | Arthur Kluckers (LUX)        | AB                         |
| 206                        | Yannis Voisard (SUI)         | 45e                        |
| 207                        | Luc Wirtgen (LUX)            | AB                         |

| Team Novo Nordisk TNN | Team Novo Nordisk TNN | Team Novo Nordisk TNN |
| --------------------- | --------------------- | --------------------- |
| Num                   | Coureur               | Pos                   |
| 211                   | Matyáš Kopecký (CZE)  | AB                    |
| 212                   | Sam Brand (GBR)       | AB                    |
| 213                   | Hamish Beadle (NZL)   | AB                    |
| 214                   | Péter Kusztor (HUN)   | AB                    |
| 215                   | David Lozano (ESP)    | AB                    |
| 216                   | Andrea Peron (ITA)    | AB                    |
| 217                   | Filippo Ridolfo (ITA) | AB                    |

| Canada CAN | Canada CAN      | Canada CAN |
| ---------- | --------------- | ---------- |
| Num        | Coureur         | Pos        |
| 221        | Pier-André Côté | AB         |
| 222        | Quentin Cowan   | AB         |
| 223        | Matisse Julien  | AB         |
| 224        | Nicolas Rivard  | AB         |
| 225        | Félix Hamel     | AB         |
| 226        | Robin Plamondon | AB         |
| 227        | Benjamin Perry  | AB         |